# 纖維蛋白樣壞死

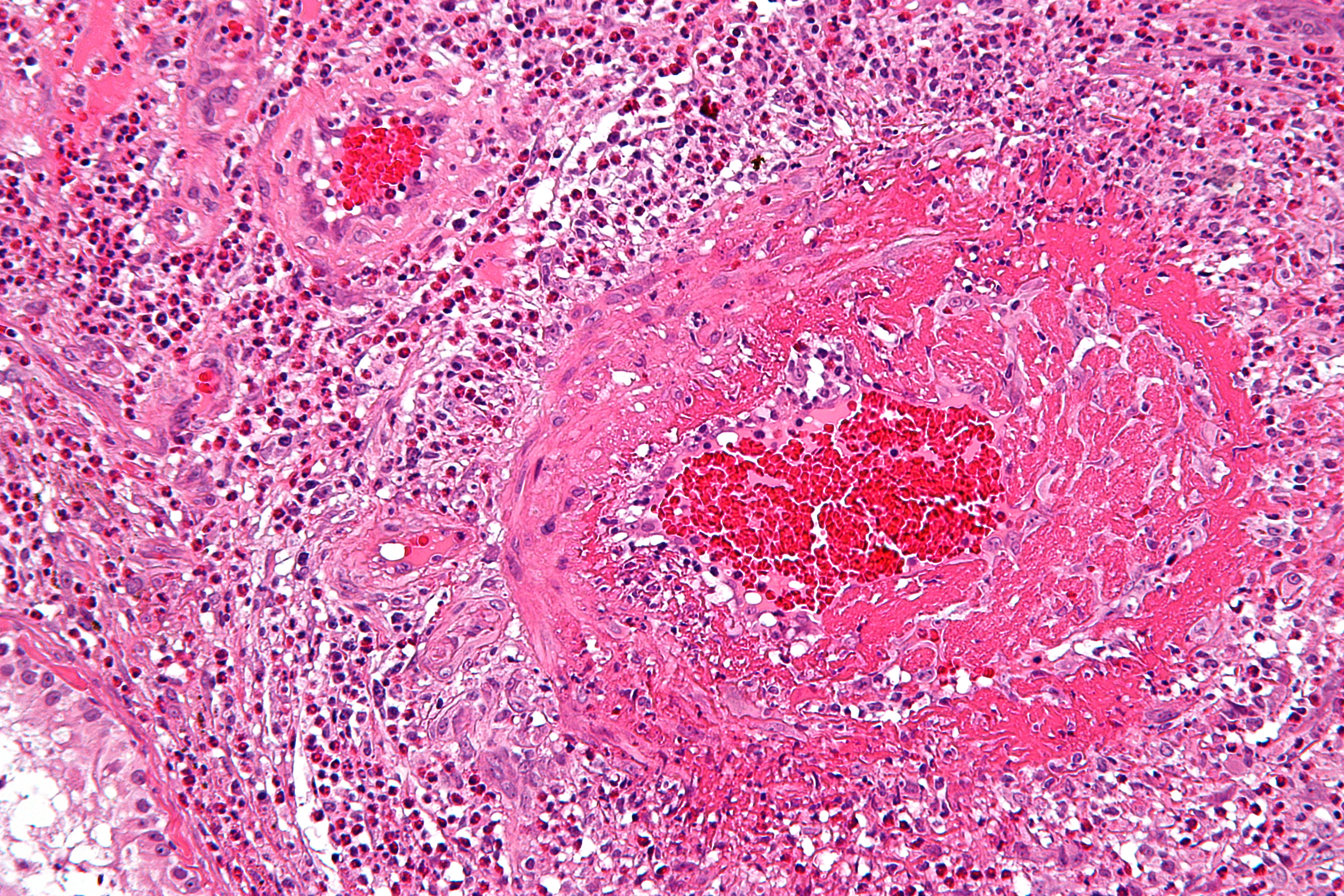
顯微組織切片顯示圖中右下角的大條血管發生纖維蛋白樣壞死，H&E染色。常發生於血管炎、查格-施特勞斯氏症候群等等。

纖維蛋白樣壞死（Fibrinoid necrosis）是一種特定形式的細胞壞死，此病理特徵僅發生於小血管。主要是因為抗原-抗体複合體與纖維蛋白共同沉積於血管壁所誘發。常見於第三類超敏反應引發的自體免疫性血管炎。在苏木精-伊红染色（H&E染色）下，病灶會呈現明顯的嗜酸性。

## 疾病
纖維蛋白樣壞死常發生於血管炎等自體免疫疾病的患者身上，特別是全身性紅斑狼瘡（SLE）等會進犯腎絲球的自體免疫疾病。在全身性紅斑狼瘡的患者身上，真皮層會發生水腫，且皮膚內的小血管附近會產生發炎反應，進而導致纖維蛋白樣壞死。血清病（Serum sickness）的患者也可能發生此一情形。
此狀況也常發生於惡性高血壓的患者。慢性高血壓則也可能導致大腦皮質下動脈及穿通動脈的纖維蛋白樣壞死，進而導致血管壁膨出形成微動脈瘤（microaneurysms），此類情形又稱為夏科特–布查德微動脈瘤（Charcot–Bouchard aneurysm）。動脈瘤因為管壁較薄，可能誘發自發性腦出血。